# 長野原草津口駅
長野原草津口駅（ながのはらくさつぐちえき）は、群馬県吾妻郡長野原町大字長野原にある、東日本旅客鉄道（JR東日本）吾妻線の駅。

## 概要
特急「草津・四万」の発着駅、および長野原町の中心駅で、草津温泉の最寄り駅となっている。
隣の川原湯温泉駅の東方に建設された八ッ場ダムの本体工事に伴い、2014年（平成26年）10月1日から岩島駅 - 当駅間のルートが切り替えられた（旧線は吾妻川の左岸を通っていたが、切替により右岸を通るようになった）。当駅は水没地域に含まれず位置も変わらないが、ダム関連工事が進むにつれて従前から駅前にあった施設（建物）が移転し、現在の駅周辺は水没地域の代替地としての開発段階にある。
なお、八ッ場ダム問題に直面する長野原町の生活再建策の一つとして、群馬県とJR東日本は2011年度から長野原草津口駅を改築する方針を固めた。従来の駅舎の西側に新駅舎が建設され、2013年（平成25年）7月27日に新駅舎の完成式典が行われた後、8月1日から新駅舎で業務が開始となった。1階に改札口とホームが設けられ、バス・タクシー乗り場も駅舎に隣接して設けられている。ホームから改札までは、段差を無くしバリアフリー化した。3年計画で総事業費は14 - 15億円。

## 歴史
- 1945年（昭和20年）1月2日：長野原線・渋川 - 当駅間開業の際に貨物駅として開設（日本鋼管群馬鉄山専用線・当駅 - 太子間も同時開業）[3]。当時の駅名は長野原駅（ながのはらえき）[3]。
- 1946年（昭和21年）4月20日：旅客営業を開始[3]。貨物駅から一般駅に変更[3]。
- 1952年（昭和27年）10月1日：日本鋼管専用線を移管し、当駅 - 太子間の貨物支線が開業。
- 1954年（昭和29年）6月21日：当駅 - 太子間の旅客営業を開始。
- 1967年（昭和42年）6月10日：渋川 - 当駅間を電化。
- 1970年（昭和45年）11月1日：当駅 - 太子間が休止。
- 1971年（昭和46年）
  - 3月7日：当駅 - 大前間が延伸開業[4]。同時に線名を吾妻線に改称。貨物取扱廃止[3]。
  - 3月27日：橋上駅舎に改築される[5]。
  - 5月1日：休止中の当駅 - 太子間が廃止。
- 1984年（昭和59年）2月1日：荷物扱い廃止[3]。
- 1987年（昭和62年）4月1日：国鉄分割民営化により、JR東日本の駅となる[3]。
- 1991年（平成3年）12月1日：長野原草津口駅に改称[6]。
- 2006年（平成18年）3月5日：みどりの窓口を廃止、「もしもし券売機Kaeruくん」を設置[7]。
- 2011年（平成23年）6月25日：駅構内改築工事の初段階として、1番線を行き止まり方式とし、ホームと駅舎を結ぶ跨線橋を廃止。駅業務を1階に移設し、改札口などを地平に設ける。
- 2012年（平成24年）2月13日：「もしもし券売機Kaeruくん」営業終了[8]。
- 2013年（平成25年）
  - 7月27日：新駅舎完成式典を挙行[9]（落成は7月9日）。
  - 8月1日：新駅舎の供用開始。
- 2014年（平成26年）10月1日：東京近郊区間に編入され、ICカード「Suica」が利用可能となる[10]。
- 2015年（平成27年）8月2日：駅前広場の西側に、「長野原・草津・六合ステーション」が開業。食堂と土産物店が営業開始[11][12][13]。

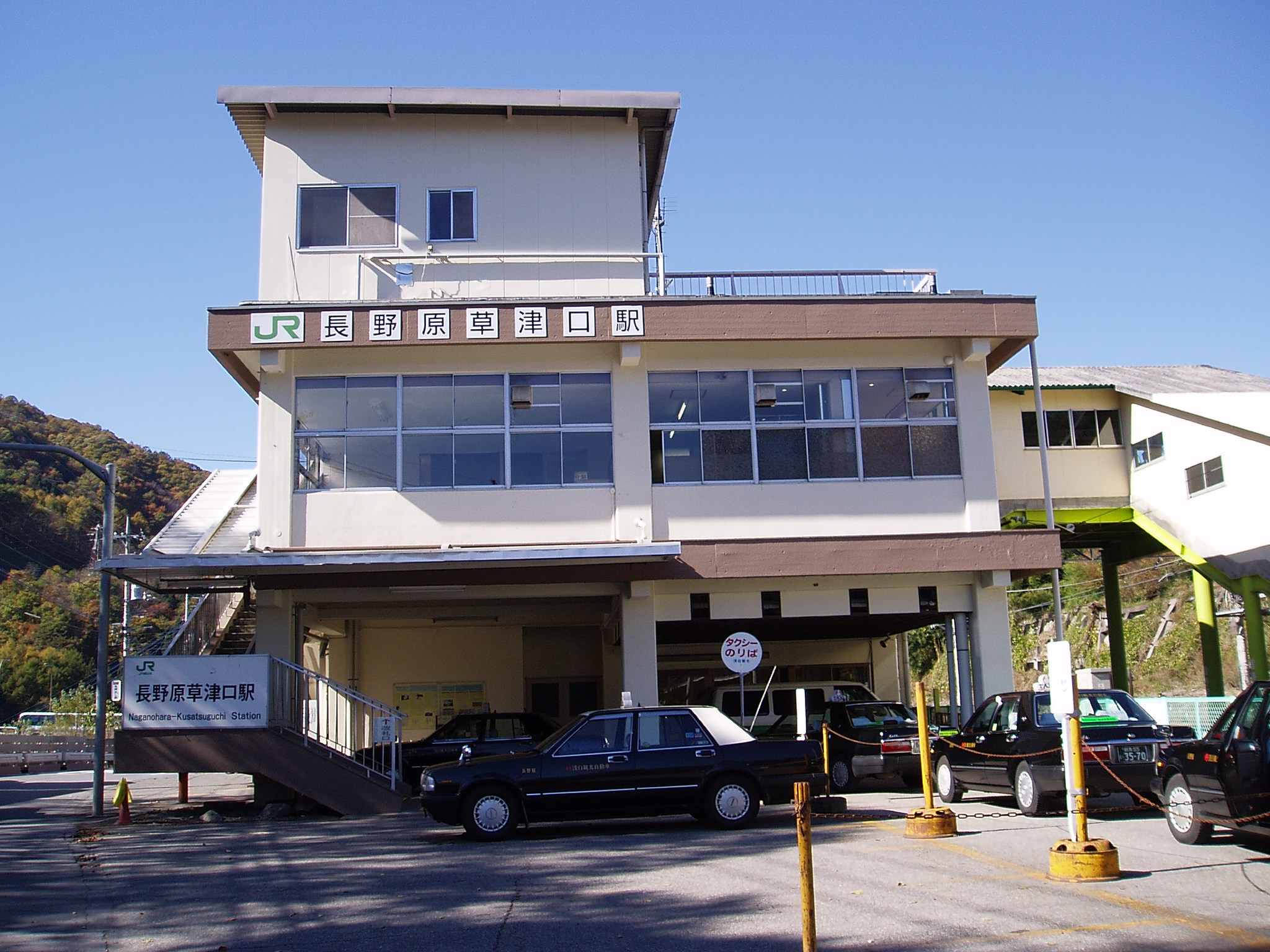
旧駅舎（2006年11月）
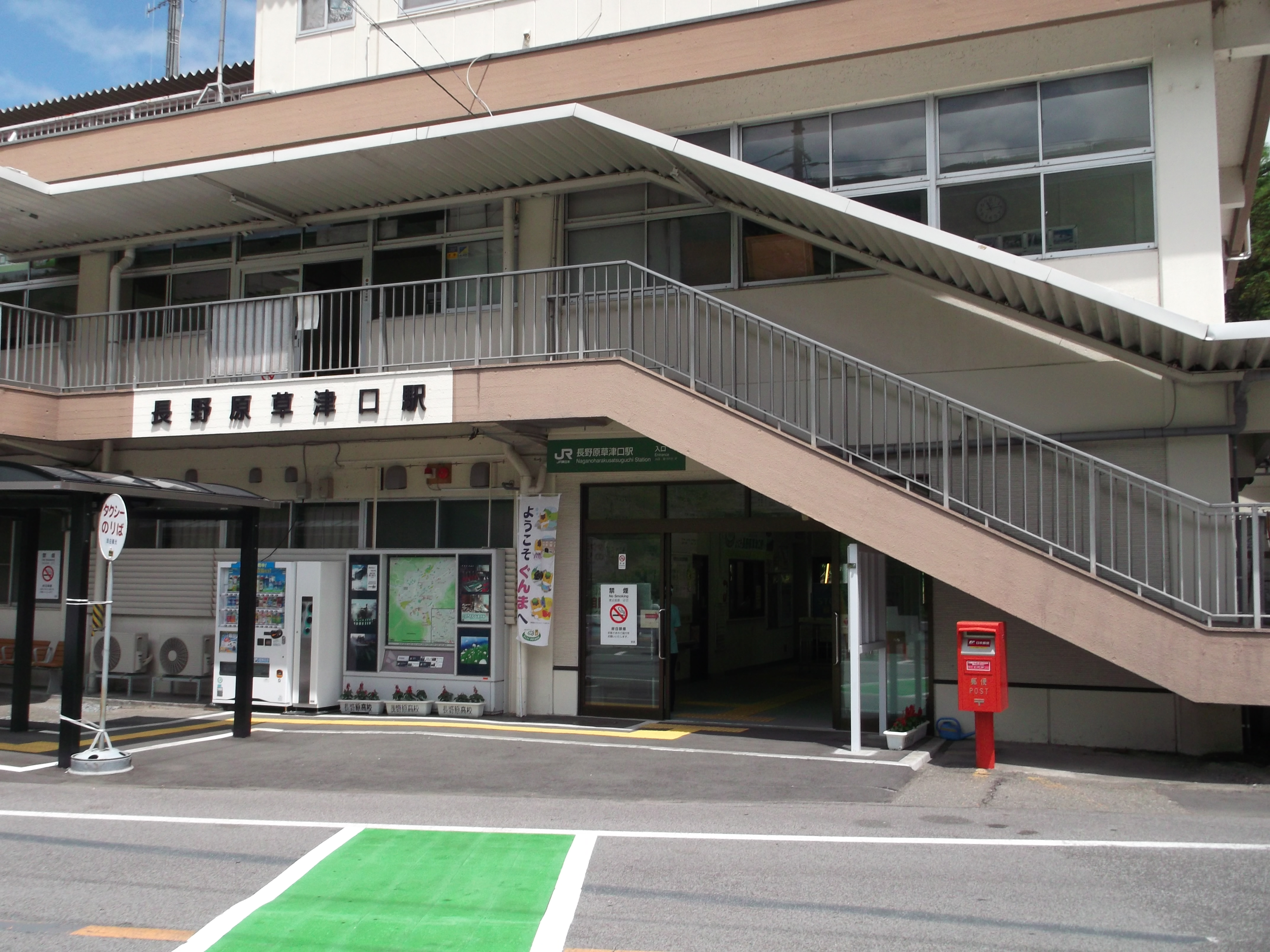
旧駅舎入口（1階・改札、2階・待合室）（2012年8月）
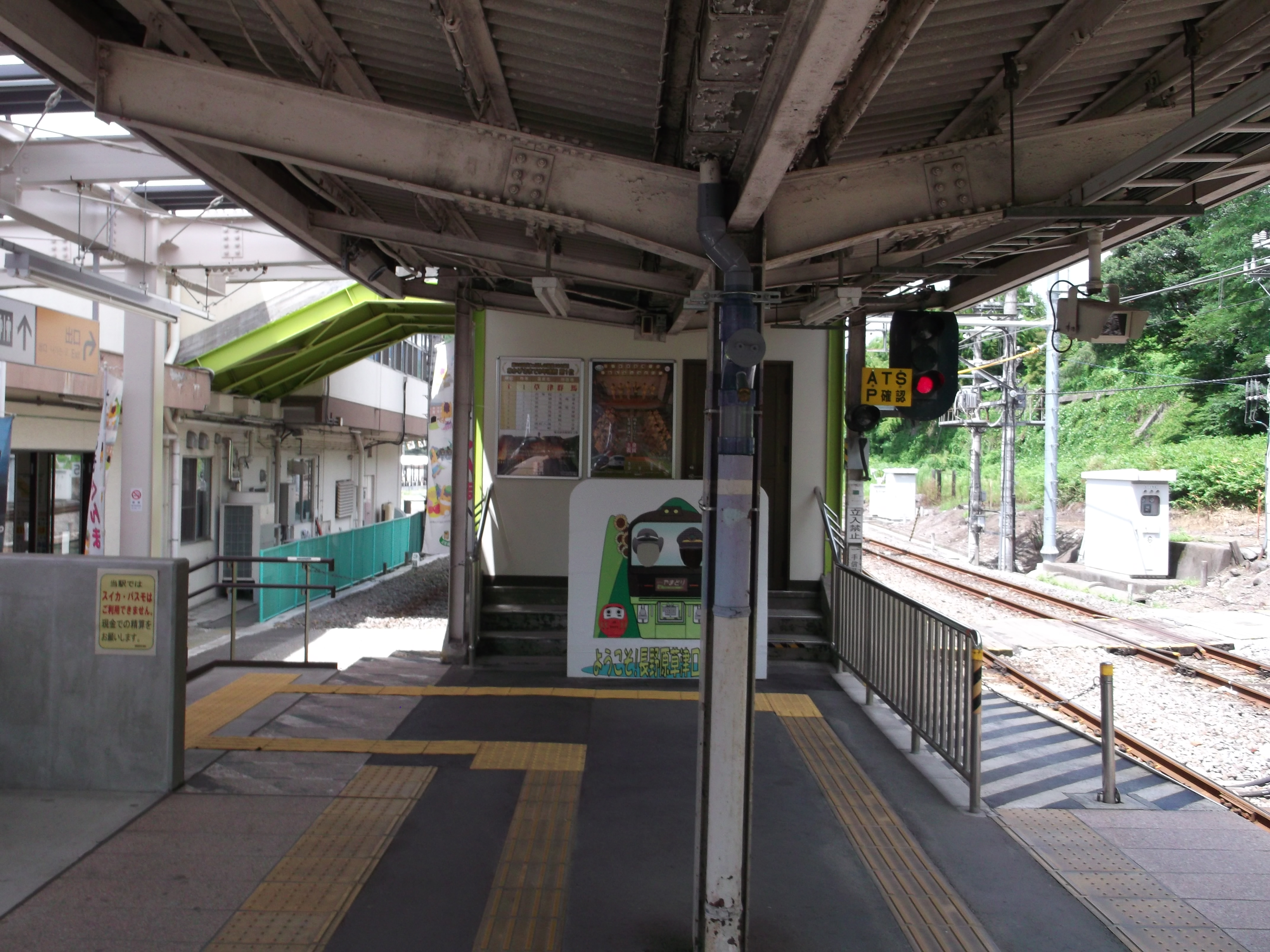
画面中央が閉鎖された跨線橋。左側が駅舎への通路（2012年8月）
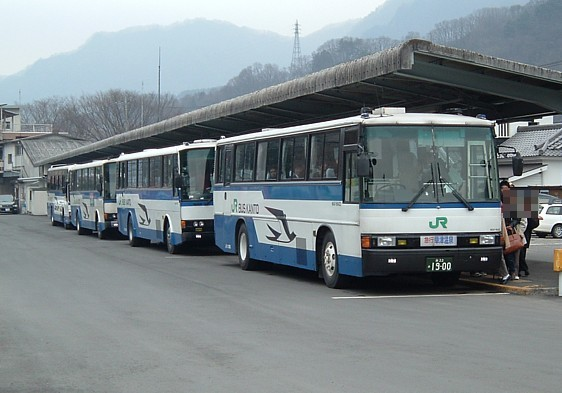
長野原草津口駅旧バスターミナル。後方に旧駅舎からの通路が見える。

## 駅構造
島式ホーム1面2線を有する地上駅で、駅舎は3階建てである。駅構内には留置線が設けられている。2011年6月25日より、新駅舎の建設のため、1番線を行き止まり方式として通路を新設し、駅舎とホームが直接結ばれ跨線橋は撤去された。このため1番線は折り返し専用ホームとなった。旧駅舎の2階にあった改札口・自動券売機・売店は新駅舎の地平部分に移設、2階の自動販売機・待合室・コインロッカー・トイレはそのまま存置され、タクシー会社の事務所が入居したが、旧駅舎は2013年度中に解体された。
直営駅（駅長配置）であり、管理駅として川原湯温泉駅 - 大前駅間の各駅を管理している。改札口には簡易Suica改札機が設置されている。2006年にみどりの窓口が廃止され、その代替として「もしもし券売機Kaeruくん」が設置されたが、2012年2月13日をもって営業終了し撤去された。現在は指定席券売機が設置されている。

### のりば
| 番線 | 路線    | 方向                   | 行先                 | 備考     |
| ---- | ------- | ---------------------- | -------------------- | -------- |
| 1    | ■吾妻線 | 上り                   | 渋川・高崎・上野方面 | 当駅始発 |
| 2    | ■吾妻線 | 上り                   | 渋川・高崎・上野方面 |          |
| 下り | ■吾妻線 | 万座・鹿沢口・大前方面 |                      |          |

（出典：JR東日本:駅構内図）
付記事項
- 特急「草津・四万」は基本的に1番線から発車する。以前の万座・鹿沢口駅発着の臨時列車は2番線を使用していた。
- 高崎方面への当駅始発・折り返し列車も基本的に1番線からの発車だが、1番線に特急が停車中の場合は2番線で高崎方面へ折り返す。
- 夜間滞泊が設定されている。

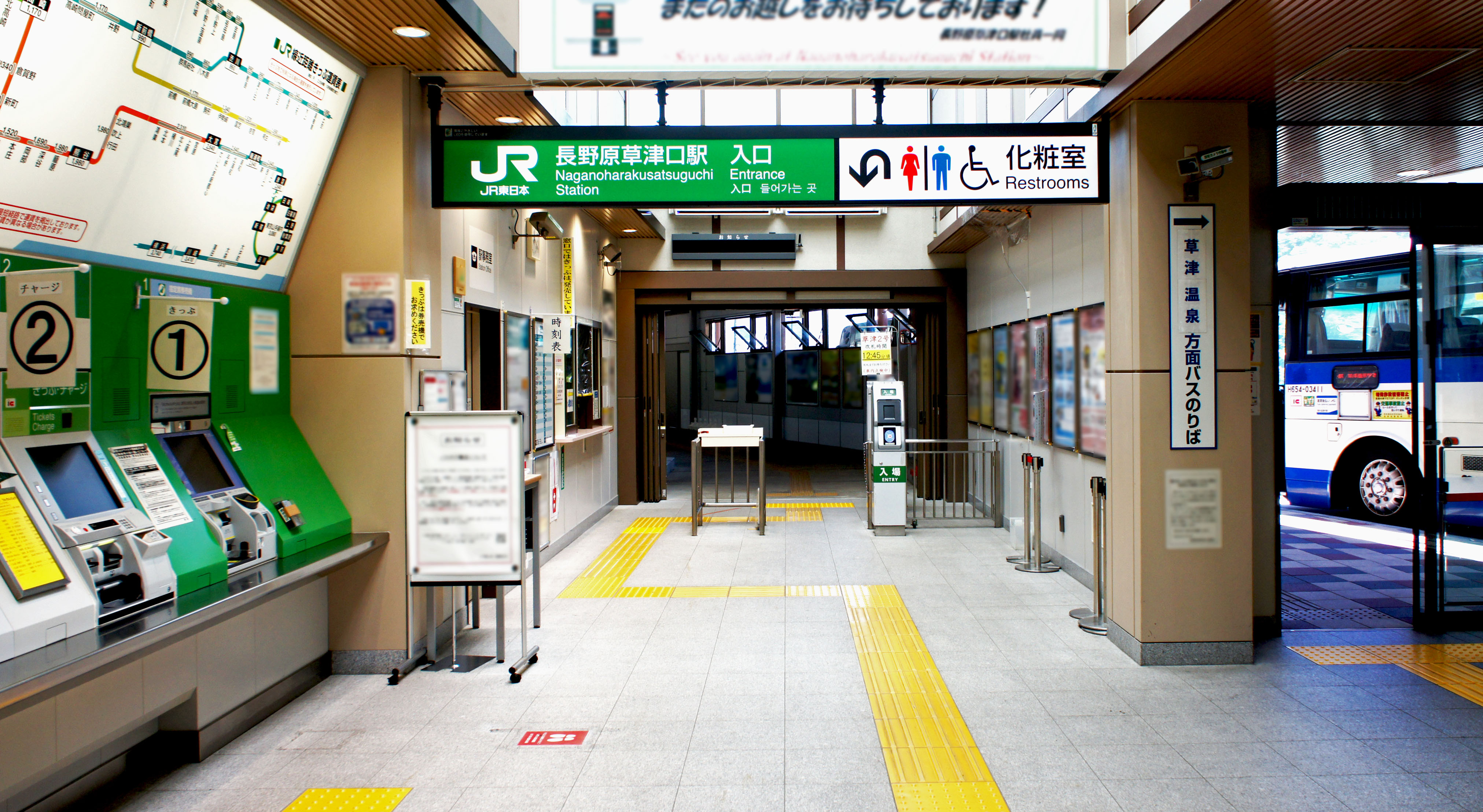
改札口（2021年7月）
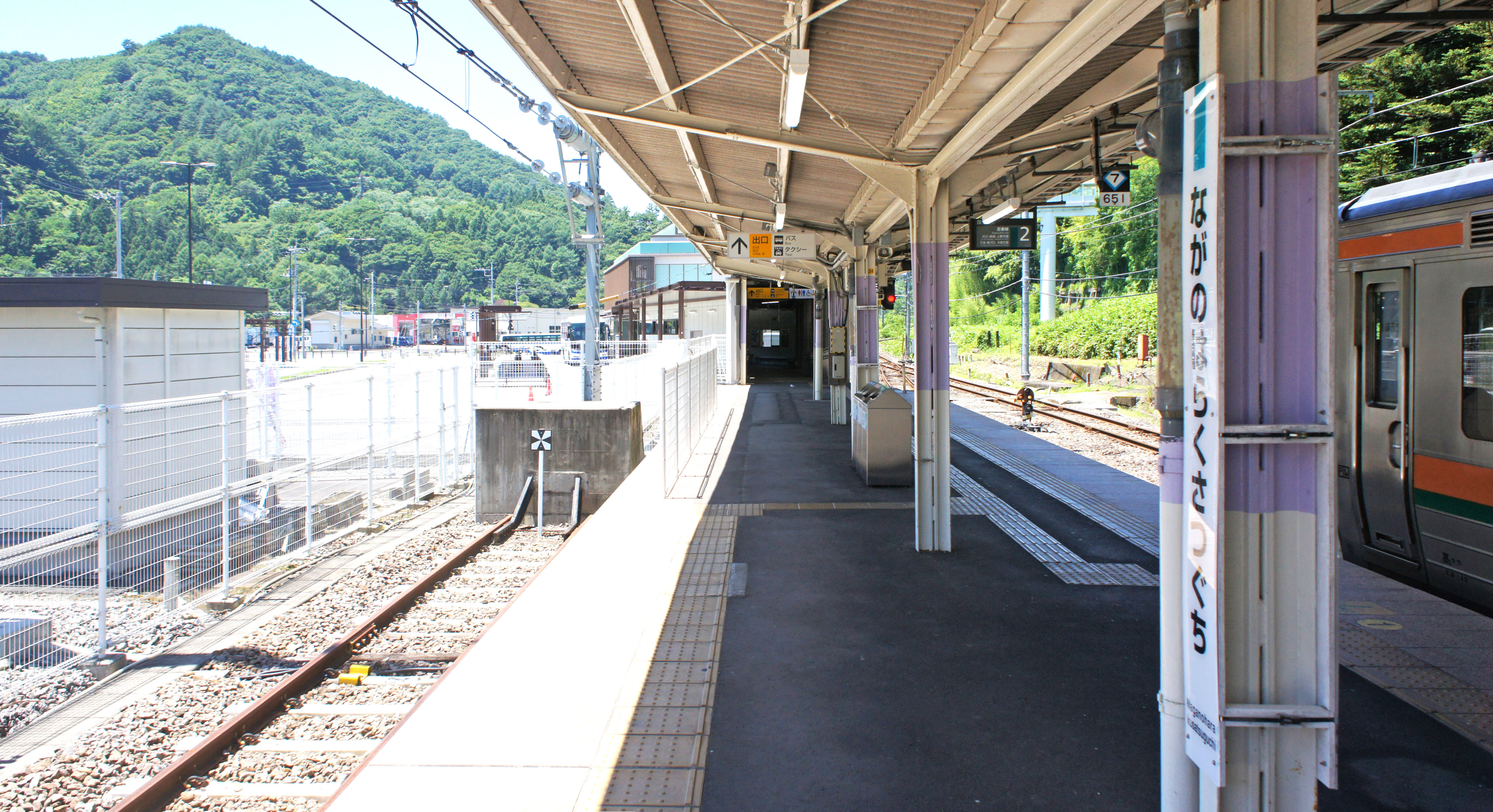
ホーム（2021年7月）

## 利用状況
JR東日本によると、2023年度（令和4年度）の1日平均乗車人員は668人である。
2000年度（平成12年度）以降の推移は以下のとおりである。
| 乗車人員推移       | 乗車人員推移     | 乗車人員推移    |
| 年度               | 1日平均 乗車人員 | 出典            |
| ------------------ | ---------------- | --------------- |
| 2000年（平成12年） | 921              | [ 利用客数 2 ]  |
| 2001年（平成13年） | 923              | [ 利用客数 3 ]  |
| 2002年（平成14年） | 917              | [ 利用客数 4 ]  |
| 2003年（平成15年） | 896              | [ 利用客数 5 ]  |
| 2004年（平成16年） | 869              | [ 利用客数 6 ]  |
| 2005年（平成17年） | 850              | [ 利用客数 7 ]  |
| 2006年（平成18年） | 832              | [ 利用客数 8 ]  |
| 2007年（平成19年） | 792              | [ 利用客数 9 ]  |
| 2008年（平成20年） | 794              | [ 利用客数 10 ] |
| 2009年（平成21年） | 743              | [ 利用客数 11 ] |
| 2010年（平成22年） | 691              | [ 利用客数 12 ] |
| 2011年（平成23年） | 645              | [ 利用客数 13 ] |
| 2012年（平成24年） | 682              | [ 利用客数 14 ] |
| 2013年（平成25年） | 684              | [ 利用客数 15 ] |
| 2014年（平成26年） | 714              | [ 利用客数 16 ] |
| 2015年（平成27年） | 740              | [ 利用客数 17 ] |
| 2016年（平成28年） | 760              | [ 利用客数 18 ] |
| 2017年（平成29年） | 755              | [ 利用客数 19 ] |
| 2018年（平成30年） | 762              | [ 利用客数 20 ] |
| 2019年（令和元年） | 741              | [ 利用客数 21 ] |
| 2020年（令和02年） | 465              | [ 利用客数 22 ] |
| 2021年（令和03年） | 550              | [ 利用客数 23 ] |
| 2022年（令和04年） | 680              | [ 利用客数 24 ] |
| 2023年（令和05年） | 668              | [ 利用客数 1 ]  |

## 駅周辺

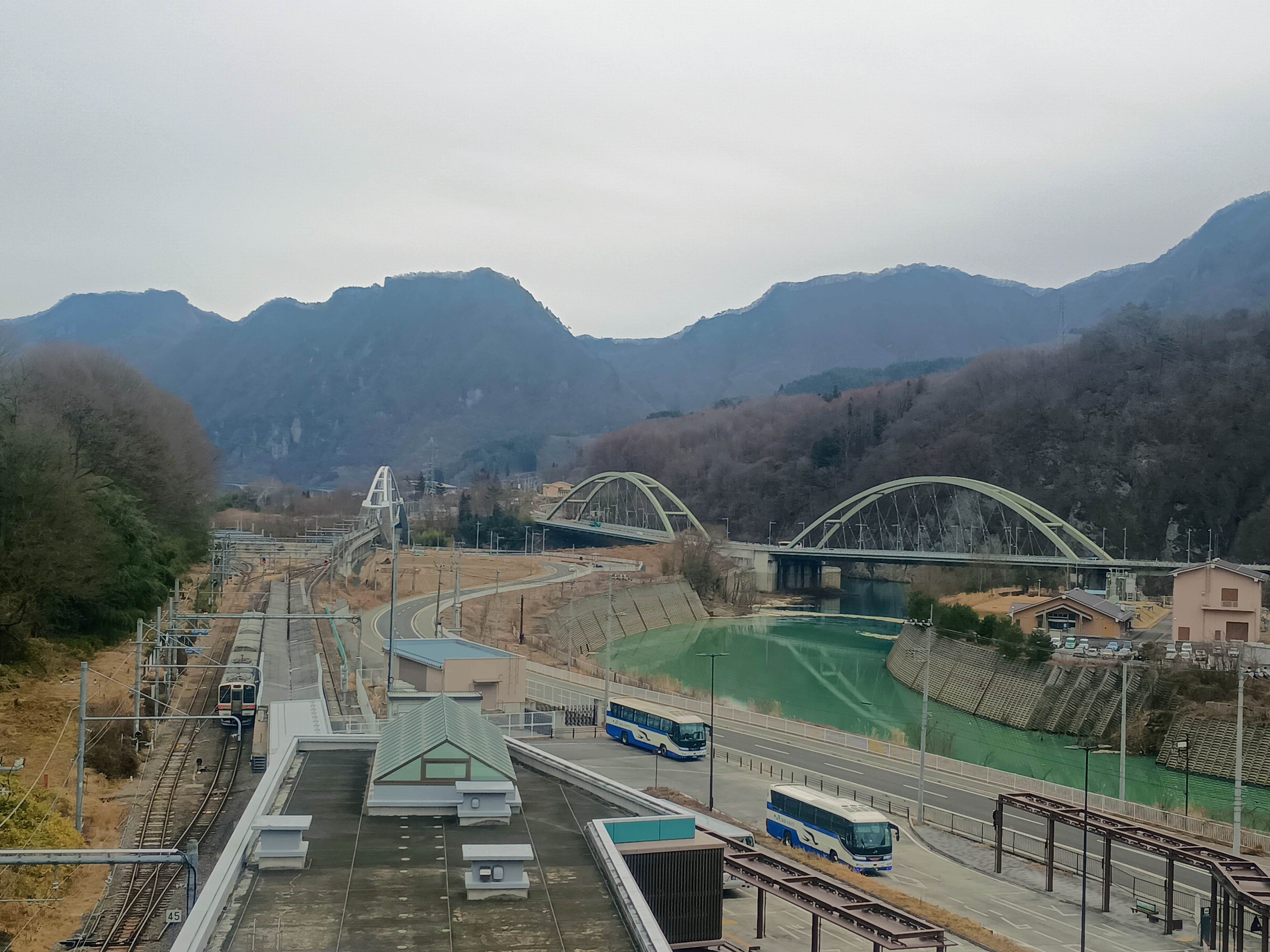
跨線橋から見た駅。

吾妻川沿いにある駅の1つで、近隣に集落がある。対岸を結ぶ橋として長野原駅前大橋が架けられており、それを渡ると町役場を経て国道145号に至る。
- 長野原・草津・六合ステーション - 駅前広場西側に新設された施設[15]。1階に食堂と土産物屋・2階に休憩所兼多目的スペースがある[15]。
- 長野原合同庁舎
- 長野原町役場
- 群馬県立長野原高等学校
- 長野原町立東中学校
- 長野原郵便局
- ジェイアールバス関東長野原支店
- 国道145号
- 国道292号
- 国道406号
- 群馬県道378号長野原草津口停車場線
- 長野原駅前大橋
- 吾妻川

### 温泉地・観光地
- 草津温泉
- 花敷温泉
- 尻焼温泉
- 野反湖
- 北軽井沢

## バス路線
- 高速バスのりば - 東京・新宿方面 

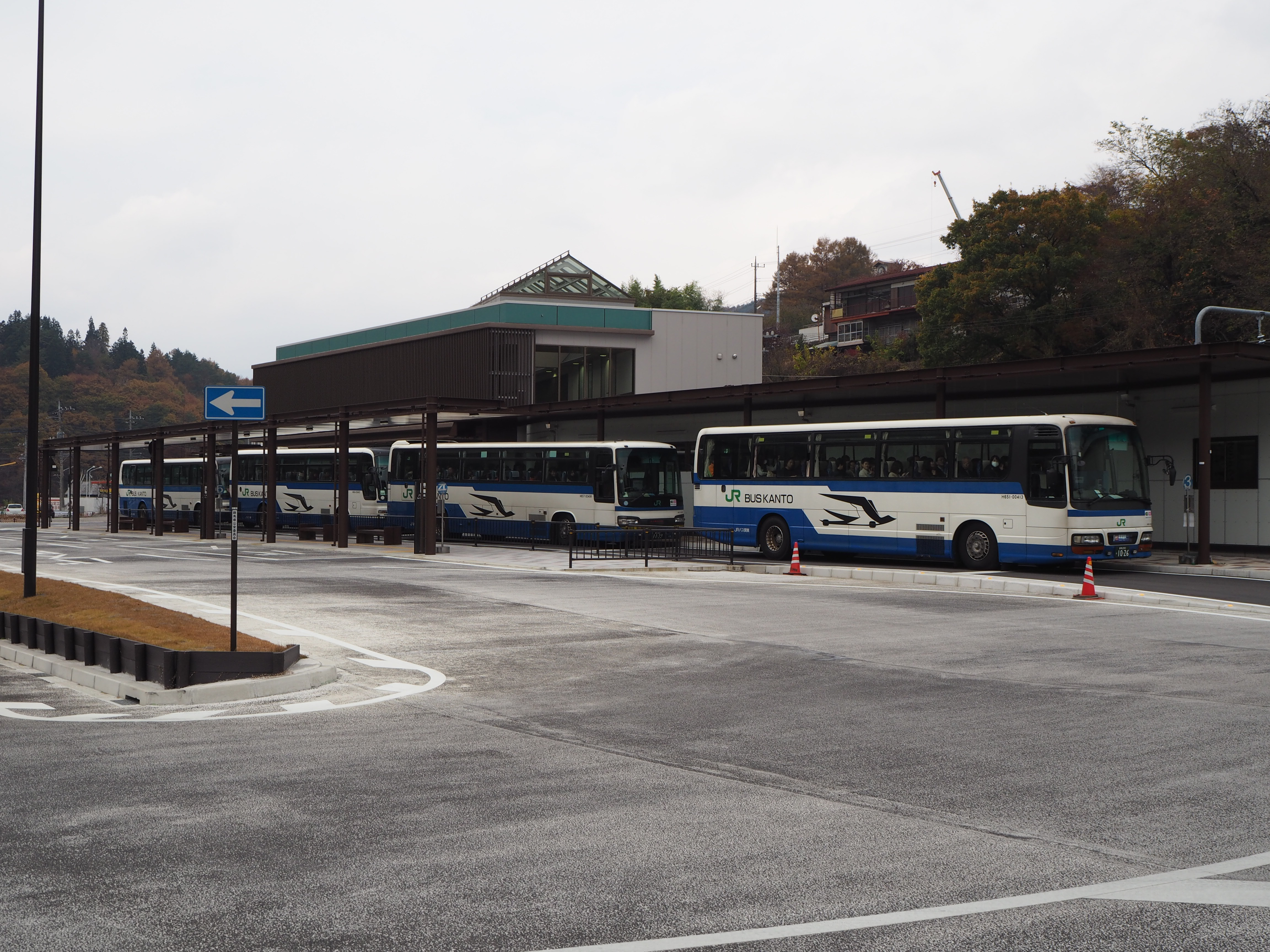
バスターミナル（2015年11月）

  - 「上州ゆめぐり号」バスタ新宿（新宿駅南口）・東京駅日本橋口行（JRバス関東）（上りは乗車のみ、下りは降車のみ）
  - 「東京ゆめぐり号」東京橋日本橋口・上野駅入谷口行（JRバス関東・秩父鉄道観光バス）（上りは乗車のみ、下りは降車のみ）
- 1番のりば - 急行・各駅停車 草津温泉バスターミナル行（JRバス関東）
- 2番のりば - 急行・各駅停車 草津温泉バスターミナル行（JRバス関東）
- 3番のりば - 急行 草津温泉バスターミナル行、急行 白根火山行（JRバス関東）
  - 白根火山行は、4月末から11月初頭まで運行。
- 4番のりば - 各駅停車 北軽井沢行（草軽交通）
- 5番のりば - 各駅停車 花敷温泉行、各駅停車 野反湖行（中之条町営バス、ローズクィーン交通に運行委託）

備考
バスターミナルは駅舎から連絡通路で直結されていたが（旧駅舎写真の裏手にある）、2011年（平成23年）6月25日に駅舎改築工事が始まり、連絡通路は2階の待合室とトイレ、自販機コーナーを結ぶ通路となった。2階にはタクシー会社の事務所も入居した。同工事を行う前は駅の外へ出る通路よりも幅が広く、バスターミナルとほぼ一体化されていた。これは、鉄道 - バス（志賀草津高原線）の連携体制をサポートするための構造であった。新駅舎は2013年（平成25年）7月に完成し、同年8月1日から供用が開始された。この工事に伴い、バスのりばとタクシーのりばの位置変更が行われた。なお、バスターミナルとタクシーのりばまでは改札から段差を無くしたバリアフリー構造の通路で結ばれている。

## 隣の駅
東日本旅客鉄道（JR東日本）
- 特急「草津・四万」発着駅

■吾妻線
川原湯温泉駅 - 長野原草津口駅 - 群馬大津駅

### 廃止路線
日本国有鉄道
吾妻線（太子支線）
長野原駅 - 太子駅

### 記事本文